# Kućibreg
Kućibreg is een plaats in de gemeente Buje in de Kroatische provincie Istrië. De plaats telt 27 inwoners (2001).